# François Hammer
François Hammer, né le 19 novembre 1958, est un astrophysicien français. Il est astronome à l’Observatoire de Paris depuis 1987 et a été astronome attaché au Télescope Canada-France-Hawaï entre 1991 et 1992. 
Il a fait plusieurs découvertes dans les domaines des lentilles gravitationnelles, de la cosmologie et de la formation des galaxies et de leurs structures. Il a été responsable du spectrographe Giraffe installé sur le Very Large Telescope en 2002, et conjointement avec les astronomes Lex Kaper, Per Kjaergaard, Roberto Pallavicini, du spectrographe X-SHOOTER, installé sur le VLT en 2009.

## Parcours
François Hammer a étudié à l’École centrale des arts et manufactures (Promotion 1982), puis a obtenu une thèse en astrophysique en 1986 à l’Université Paris-Diderot. Il a été fondateur et directeur du laboratoire Galaxies, Etoiles Physique et Instrumentation (2002-2009,). Il a été élu au conseil scientifique de l’Institut national des sciences de l’univers, secrétaire (2011-2013) puis président  en 2014. Membre de la coordination du Comité National de la Recherche Scientifique (2012-2014), il a contribué à soutenir la recherche fondamentale lors des Assises de l’Enseignement Supérieur et de la Recherche  ainsi que de l’emploi scientifique.
Il est co-responsable des relations scientifiques franco-chinoises en astronomie et astrophysique.

## Recherche
François Hammer a établi le premier modèle de lentille gravitationnelle pour expliquer les arcs lumineux géants récemment découverts dans les amas de galaxies,. Cela a conduit à une nouvelle estimation des masses d’amas de galaxies.
Très peu de galaxies lointaines étaient connues dans les années 80 : avec les astronomes David Crampton, Olivier Le Fèvre et Simon Lilly, François Hammer a réalisé le premier relevé spectroscopique d’environ 1000 galaxies jusqu’à z=1 (Canada-France Redshift Survey). L’équipe a ainsi découvert que la formation d’étoiles dans l’Univers avait diminué d’un facteur dix depuis les 8 derniers milliards d’années, un résultat confirmé en infrarouge.
Il a mis en œuvre le premier système de multi-champ intégral (pour obtenir des spectres résolus spatialement) sur un télescope de classe 8 mètres, puis inventé le nouveau concept de « morpho-cinématique », pour identifier les processus physiques qui régissent la formation des galaxies en combinant les morphologies profondes du HST avec la spectroscopie 3D réalisée au VLT.  
Avec ses collègues et ses étudiants, il a ainsi découvert que les morphologies des galaxies actuelles s’expliquaient par des coalescences de galaxies riches en gaz, celui-ci s’enroulant progressivement autour du centre pour former un nouveau disque après la fusion. Ce nouveau concept de formation des disques après fusion,  a démontré que le scénario hiérarchique s’applique à toutes les galaxies, elliptiques ou spirales. Par ailleurs, il a montré en 2007 que la Voie lactée est assez exceptionnelle, car moins affectée par de grandes collisions récentes. Cela a été magistralement confirmé en 2018 par les observations de Gaia qui ont déniché les résidus d’une grande collision avec une Galaxie appelée Gaia-Sausage-Enceladus ayant eu lieu il y a près de 10 milliards d’années,.
Avec ses collègues Yanbin Yang et Jianling Wang, il a réalisé le modèle le plus complet de la grande galaxie d’Andromède. Cela a démontré qu’Andromède résultait d’une collision majeure il y a deux à trois milliards d’années, , expliquant l’ensemble des propriétés de notre grande voisine. Il a également modélisé le grand Courant Magellanique d’hydrogène neutre , encore inexpliqué 40 ans après sa découverte . Il poursuit aujourd’hui ses recherches sur l’origine des galaxies naines proches de la Voie lactée en utilisant les données astrométriques du satellite Gaia .

## Prix
- Médaille de bronze du CNRS, 1987
- Prix Descartes-Huygens décerné par l'Académie des Sciences Française et l'Académie royale des Lettres et des Sciences des Pays-Bas, 2011[26]

## Livres
- Building Galaxies: From The Primordial Universe To The Present[27], François Hammer et al., (2000)
- Studying Distant Galaxies: A Handbook Of Methods And Analyses[14], François Hammer et al., (2016)
- Voyage de la Terre aux Confins de l'Univers[28], François Hammer, ed Odile Jacob, (2023)

## Médias et Podcasts
- C’est pas sorcier, « Mystères de l’Univers », France 3, 2004[29]
- La Terre au Carré : « La galaxie d'Andromède[30]», France Inter, Mathieu Vidard
- La méthode scientifique : « Univers jeune : si loin, si proche[31] », France Culture, Nicolas Martin
- La méthode scientifique : « Galaxie d'Andromède, notre si jeune voisine[32]», France Culture, Nicolas Martin
- La méthode scientifique : « Fin de l'Univers : et après ?[33]», France Culture, Nicolas Martin
- Les preuves de la matière sombre aux différentes échelles, Fête de la Science 2019[34]